# John Salako
John Salako, né le 11 février 1969 à Ibadan (Nigeria), est un footballeur anglais, qui évoluait au poste d'ailier gauche à Crystal Palace et en équipe d'Angleterre.
Salako n'a marqué aucun but lors de ses cinq sélections avec l'équipe d'Angleterre en 1991.

## Carrière
- 1986-1989 : Crystal Palace  Angleterre
- 1988-1989 : Swansea City  Pays de Galles
- 1989-1995 : Crystal Palace  Angleterre
- 1995-1998 : Coventry City  Angleterre
- 1997-1998 : Bolton Wanderers  Angleterre
- 1998-1999 : Fulham  Angleterre
- 1998-2002 : Charlton Athletic  Angleterre
- 2001-2004 : Reading  Angleterre
- 2004-2005 : Brentford FC  Angleterre[1]

## Palmarès

### En équipe nationale
- 5 sélections et 0 but avec l'équipe d'Angleterre en 1991.

### Avec Crystal Palace
- Vainqueur du Championnat d'Angleterre de football D2 en 1994.
- Finaliste de la Coupe d'Angleterre de football en 1990.

### Avec Fulham
- Vainqueur du Championnat d'Angleterre de football D3 en 1999.

### Avec Charlton Athletic
- Vainqueur du Championnat d'Angleterre de football D2 en 2000.